# Branston (Staffordshire)
Branston es una parroquia civil y un pueblo del distrito de East Staffordshire, en el condado de Staffordshire (Inglaterra).

## Geografía
Según la Oficina Nacional de Estadística británica, Branston tiene una superficie de 8,86 km².

## Demografía
Según el censo de 2001, Branston tenía 6540 habitantes (49,76% varones, 50,24% mujeres) y una densidad de población de 738,15 hab/km². El 20,63% eran menores de 16 años, el 74,85% tenían entre 16 y 74, y el 4,53% eran mayores de 74. La media de edad era de 36,07 años. Del total de habitantes con 16 o más años, el 25,56% estaban solteros, el 60,89% casados, y el 13,54% divorciados o viudos.
Según su grupo étnico, el 97,37% de los habitantes eran blancos, el 0,9% mestizos, el 0,95% asiáticos, el 0,57% negros, y el 0,17% chinos. La mayor parte (96,83%) eran originarios del Reino Unido. El resto de países europeos englobaban al 1,33% de la población, mientras que el 1,83% había nacido en cualquier otro lugar. El cristianismo era profesado por el 79,88%, el budismo por el 0,11%, el hinduismo por el 0,21%, el judaísmo por el 0,09%, el islam por el 0,64%, el sijismo por el 0,21%, y cualquier otra religión por el 0,09%. El 13,04% no eran religiosos y el 5,72% no marcaron ninguna opción en el censo.
Había 2759 hogares con residentes, 45 vacíos, y 4 eran alojamientos vacacionales o segundas residencias.